# Девственность

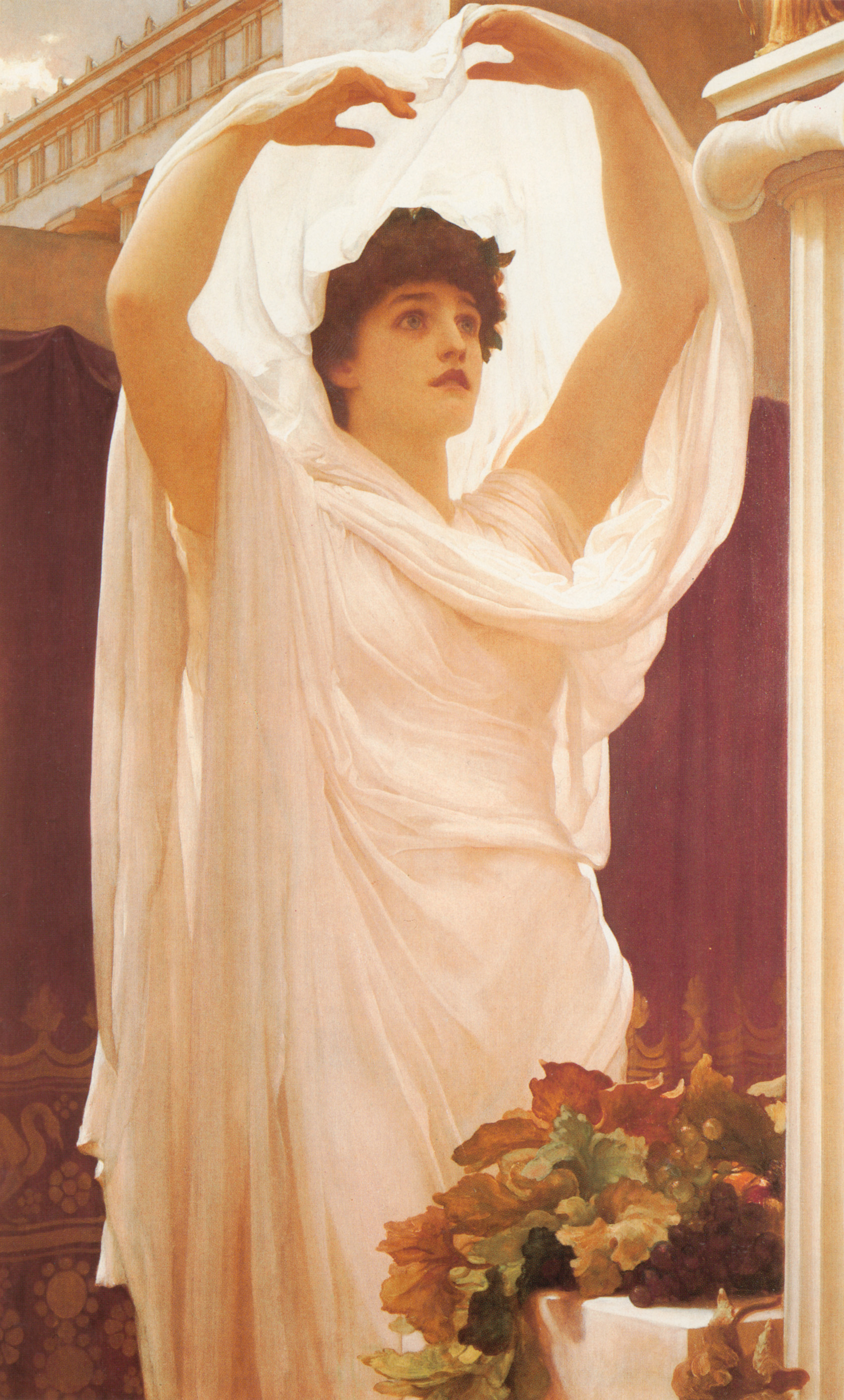
В Древнем Риме весталки строго хранили девственность, иначе наказывались смертью

Де́вственность — состояние человека до момента первого полового контакта.
У женщин анатомическая девственность означает неповреждённость девственной плевы. Существует  миф о том, что отсутствие кровотечения после первого секса означает, что девушка не была девственницей: вариативность форм девственной плевы такова, что она может почти не повреждаться или вовсе отсутствовать с рождения. В некоторых обществах уважается и ценится статус девственницы, особенно в отношении взглядов на сексуальное поведение до заключения брака.
У некоторых первобытных народов предусматривались обряды инициации, в процессе которых девушку лишали анатомической девственности внеполовым путём. Сейчас такие практики сохраняются в отдельных регионах Африки и Океании. Культовая проституция в дохристианский период подразумевала принесение девственности в жертву богам.

## Анатомия
Девственная плева (или гимен) — складка слизистой оболочки с отверстием, прикрывающая вход во влагалище между внутренними и наружными половыми органами.
Гимены различаются по толщине, форме и эластичности. Присутствие неповреждённого гимена часто рассматривается как физическое свидетельство девственности в узком смысле. Отсутствие таковой, однако, не обязательно означает опыт полового контакта, так как гимен может отсутствовать при рождении (или быть повреждён по причинам, не связанным с сексом — например, в результате травмы при физических упражнениях). Также и наличие гимена не может свидетельствовать об отсутствии сексуального опыта, так как гимен может полностью или частично сохраняться при проникающем половом контакте. Некоторое количество анатомически девственных женщин (до 8 %) практикуют непроникающие или негенитальные виды секса: оральный, анальный и т. п., поэтому не могут считаться девственницами в широком смысле.
В редких случаях гимен полностью закрывает вход во влагалище и менструальная кровь не имеет выхода. В этом случае требуется срочное хирургическое вмешательство для освобождения пути для выхода менструальной крови.
У девочек препубертатного возраста девственная плева и влагалище меньше и менее эластичны, чем у подростков и взрослых женщин, и, следовательно, травма в результате проникновения более очевидна и более характерна. Однако исследования показали, что физические доказательства проникновения обычно отсутствуют в большинстве зарегистрированных случаев первоначального полового акта по обоюдному согласию или без согласия, даже среди девочек препубертатного возраста.

У женщин в постпубертатном периоде или в начале половой жизни девственная плева может растягиваться, что позволяет проникнуть во влагалище с минимальным повреждением или без него. Только у небольшой части этих женщин будут обнаружены изменения девственной плевы, указывающие на проникающую травму. Например, в одном небольшом исследовании 36 беременных девочек-подростков медицинский персонал смог сделать окончательные выводы о проникновении только в двух случаях.

## Девственность в культуре
Во многих традиционных культурах сохранение девственности (то есть целостности девственной плевы) до вступления в брак считалось необходимым. Женская девственность в некоторых культурах тесно переплетается с персональной или даже семейной честью.
В некоторых культурах (например, банту в Южной Африке) проверка на девственность является обычаем. Как правило, это означает проверку на девственность, совершаемую старшей женщиной. Аналогичная проверка, совершаемая монахиней в отношении главной героини, является одной из ключевых сцен художественного фильма Люка Бессона о Жанне д’Арк.
Некоторые элементы современной (в особенности западной) культуры больше не рассматривают добрачную девственность как достоинство и могут намекать на неё пренебрежительно. Всё более частое среди молодёжи мнение, что девственность не является достоинством, стало поводом для множественных дебатов, особенно относящихся к сексуальности молодёжи.
Философ Бертран Рассел в своей книге «Почему я не христианин» утверждал, что избегать половых отношений наивно и глупо и что в долгосрочной перспективе это приводит к гораздо большему несчастью, чем в случае, если половая активность присутствует. Это основывается на идее, что тот, кто глух к сексуальному желанию и удовлетворению, не сможет отличить сильную страсть от того, что называется чувством близости, и поэтому может сделать неудачный выбор партнёра, основываясь на заблуждении — ошибке, которую бы не сделал знающий это различие.

### Мифология
В древнегреческой мифологии и ряде религий девственность считается признаком особой духовной чистоты, целомудрия. Девственница (греч.  παρθένος) — один из эпитетов богини Афины, отсюда и название храма в её честь — Парфенон.
Девственность часто рассматривалась как добродетельная чистота и физическое самообладание и являлась важным качеством некоторых мифических персонажей, таких как древнегреческие богини Афина, Артемида и Гестия. Весталки были строго воздерживающимися жрицами богини Весты.

## Девственность в авраамических религиях

### Христианство
Христианство имеет твёрдое предписание, что половые отношения благословлены только в браке, между мужем и женой. Половые контакты вне брака рассматриваются как тяжкий грех блуда, а в случае измены супруга — прелюбодеянием.

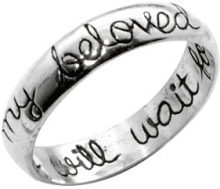
Кольцо непорочности

Согласно христианскому учению, муж и жена в браке «становятся одной плотью» и несут обоюдную ответственность за сохранность брачного союза, потому как по словам Иисуса Христа: 

и прилепится к жене своей, и будут два одною плотью; так что они уже не двое, но одна плоть. Итак, что Бог сочетал, того человек да не разлучает.
— Мк. 10:8
Любые интимные отношения до совершения бракосочетания также запрещены Священным Писанием как грех блуда. 

Или не знаете, что совокупляющийся с блудницею становится одно тело с нею? ибо сказано: два будут одна плоть.
— 1Кор. 6:16

### Ислам
Ислам строго предписывает, что половые отношения могут иметь место только в браке.
Цитаты, подобные «И не приближайтесь к прелюбодеянию» (Коран, сура Аль-Исра, 17:32), завещают это.
Однако половые отношения между супругами отнюдь не рассматриваются как нечистые или нежелательные.

### Иудаизм
Упоминание девственности появляется в Книге Бытия, в строфе о встрече Елизара с Ревеккой: «девица была прекрасна видом, дева, которой не познал муж» (Быт. 24:16). Первосвященнику предписывается жениться на девушке, но не на женщине (Лев. 21:7; Лев. 21:13-14). Если мужчина соблазнил или изнасиловал необручённую девушку, он обязан был на ней жениться и жить с ней без права на развод (Исх. 22:16-17, Втор. 22:28-29), если только она на это даст согласие.
Тора (Втор. 23:17-18) запрещает любые половые отношения за пределами брака. Вопреки распространённому ошибочному мнению, в Иудаизме никогда не существовала смертная казнь за добрачные половые отношения (за исключением инцеста). Однако в разные времена применялись другие меры наказания, такие как удары плетью.
Отношение к половым отношениям в рамках супружеских отношений иудаизм черпает из Торы: «плодитесь и размножайтесь…» (Быт. 1:28). Половые отношения в браке прямо предписываются Торой и Талмудом и ограничиваются только законами о ритуальной чистоте (см. Нида).

## Потеря девственности
Потеря девственности как первый сексуальный опыт обыкновенно рассматривается как важное жизненное событие. Потеря девственности может рассматриваться как некая веха в зависимости от культурного или личностного восприятия. Исторически это восприятие испытывало сильное влияние гендерных ролей. К примеру, для мужчины первый половой контакт чаще ассоциировался с гордостью, а для женщины — чаще со стыдом. Тем не менее в последние годы влияние традиционных или религиозных гендерных ролей ослабло.
В истории человечества известны обряды ритуальной дефлорации — ритуальное лишение девственности как жертвоприношение и право первой ночи.
Медицинский термин «дефлорация» означает потерю девственности девушкой-девственницей.
Современная пластическая хирургия предлагает способы обратного процесса восстановления девственной плевы (гименопластика) — рефлорации.
Одной из разновидностей проституции является продажа девственности на интернет-аукционе, скандальные случаи которой периодически появляются в СМИ.

## Поздняя девственность
По данным Г. Б. Дерягина способность совершать половой акт появляется у девочек в 10—13 лет, а наиболее благоприятным с морфофункциональной точки зрения для потери девственности является возраст 15—19 лет, что связано по данным Дерягина и Самойличенко А. Н. с началом перерождения ткани девственной плевы в возрасте 20—22 лет, ввиду чего более поздняя дефлорация может быть осложнена.
По данным, полученным исследователями университета Коламбия, среди лиц обоего пола, потерявших девственность в возрасте 21—23 лет, больше доля лиц, испытывающих проблемы в последующих половых отношениях. При этом, как утверждают авторы исследования, нет достаточных оснований утверждать, что позднее начало половых отношений является причиной дальнейших проблем, а есть вероятность того, что люди, уже имеющие сексуальные проблемы, склонны к воздержанию.

### Теория Дерягина о феномене «поздней девственности» у женщин
По мнению Г. Б. Дерягина личность женщин, сохраняющих девственность в возрасте 22 лет и старше, имеет определённые особенности. В частности, для двух третей из них характерно пуританское мировоззрение: отрицательное отношение к добрачным и внебрачным половым связям, порнографии, нудизму; достаточно часто они не употребляют алкоголь и не курят.
Поздняя девственность не обязательно связана с асексуальностью. Лишь десятая часть девственниц не испытывает сексуальных потребностей; у остальных они проявляются в какой-либо форме, примерно половина девственниц испытывали ощущения, связанные с оргазмом, в том числе во время мастурбации. 8 % девственниц являются таковыми лишь чисто анатомически, поскольку практикуют половые контакты разного рода: оральные, анальные, изредка даже зоофильные.
Оценка психологического профиля девственниц по шкалам MMPI показывает их отличия от женщин, относящихся к условной сексуальной норме: девственницы более ригидны (менее способны к изменению сложившихся взглядов на жизнь) и пессимистичны, у них повышена тревожность, а высокий уровень интроверсии способствует накоплению негативных переживаний; в совокупности всё перечисленное может являться предпосылкой для развития патологических изменений психики. Показатели девственниц по шкалам MMPI весьма близки к показателям лиц с сексуальными девиациями и диагностированными парафилиями.
В числе причин поздней девственности, помимо пуританского воспитания, называется сексуальное насилие в детском и подростковом возрасте (у 15,5 % девственниц в биографии присутствует покушение на изнасилование в возрасте 16—19 лет, а 9 % подвергались развратным действиям в более раннем возрасте).
Кроме того, возможно влияние осознаваемых и неосознаваемых гомосексуальных влечений, подавляемых в рамках пуританской культуры: 18,5 % девственниц имеют осознанные гомоэротические влечения.

## Переносное значение
В переносном значении слово «девственность» может означать «неосведомлённость», «нетронутость», или «стеснительность» в общем смысле, то есть не обязательно связанных с половыми отношениями. Так, в романе Дэна Брауна «Код да Винчи» персонаж по имени Лью Тибинг называет «девственницей Грааля» героиню, не имеющую полного представления о комплексе легенд, связанных со Святым Граалем. В цикле романов «Skyway» Джона де Ченси одна из героинь говорит о «девственных ушках», подразумевая неприязнь к крепким речевым выражениям.
Девственные леса, девственные земли и т. п. — места, где не ступала нога человека.